# لورا یونگ
لورا یونگ (به انگلیسی: Laura Jung) ژیمناست زادهٔ ۲۵ ژوئن ۱۹۹۵ میلادی اهل کشور آلمان است.